# Dobreni (okręg Neamț)
Dobreni – wieś w Rumunii, w okręgu Neamț, w gminie Dobreni. W 2011 roku liczyła 1414 mieszkańców.